# Tour de France de automóvel

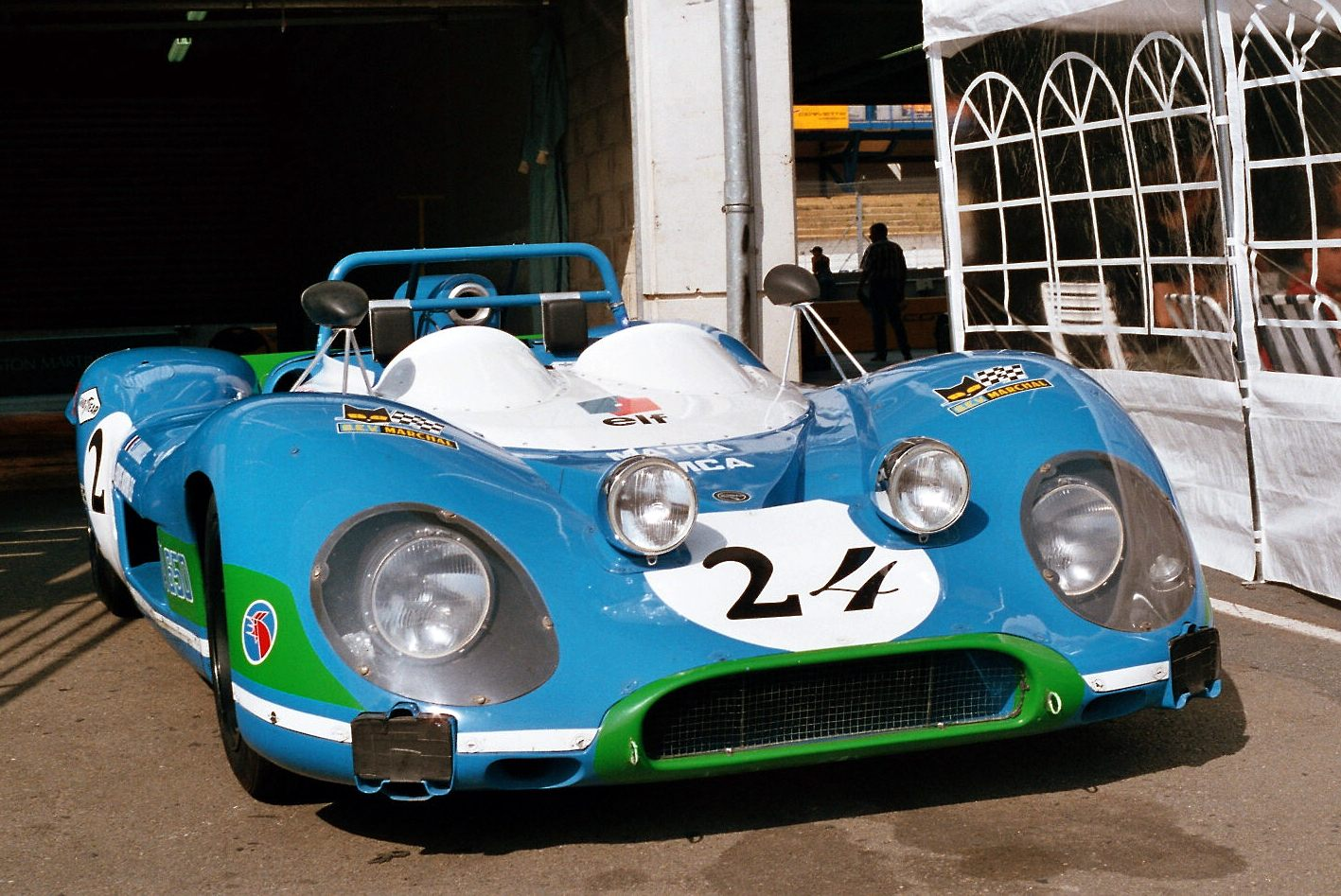
O Matra 650 que dominou o Tour de France em 1970 e 1971.

O Tour de France Automobile foi um evento automobilístico que ocorria nas estradas da França em várias etapas, de forma regular, em geral anualmente, entre 1899 e 1986.

## O início

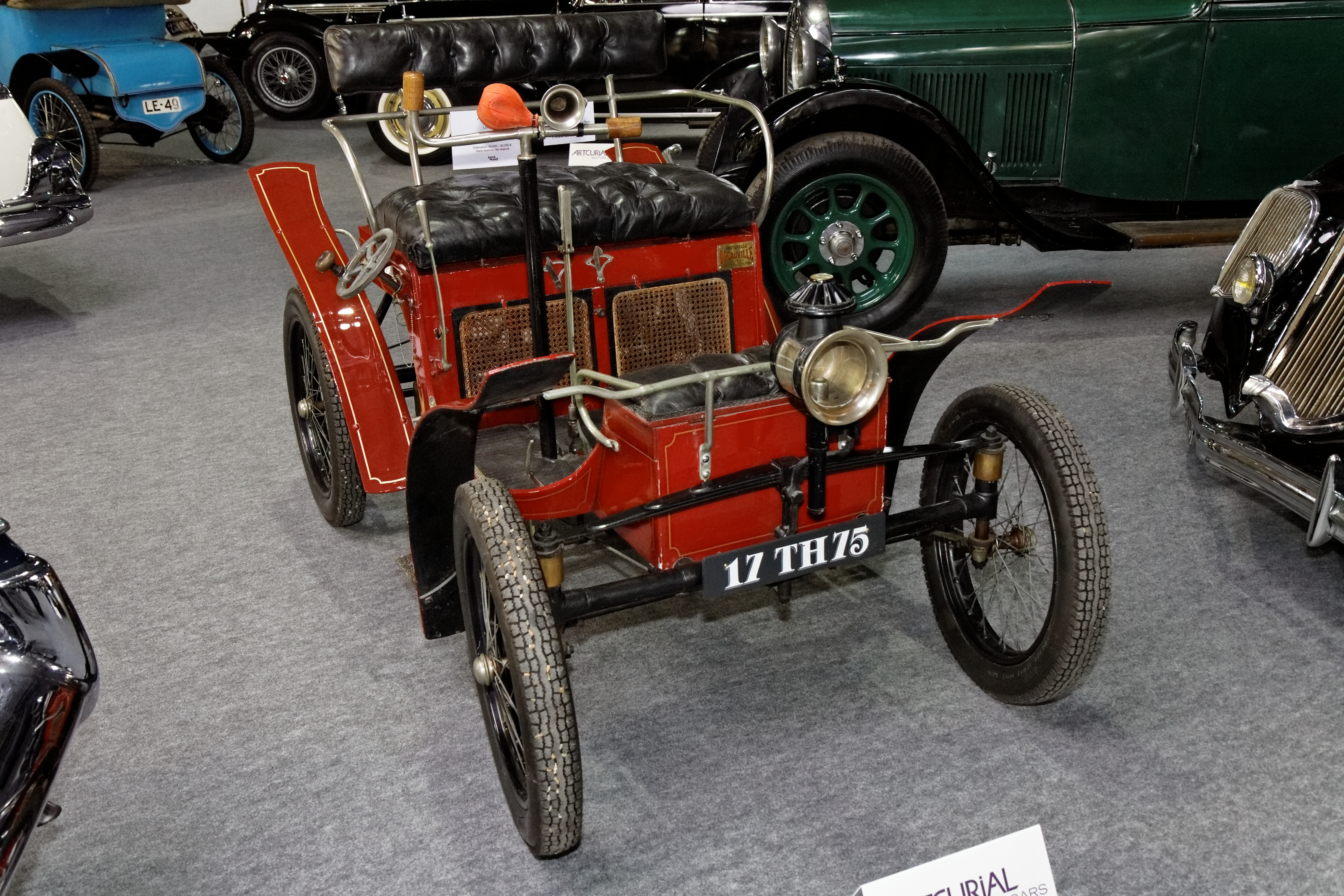
Uma Voiturelle que obteve sucesso nas primeiras edições do Tour de France.

A primeira edição ocorreu em 1899, criado pelo Automóvel Clube da França - ACF e organizado pelo jornal Le Matin
Essa primeira edição transcorreu entre 16 e 24 de julho de 1899, com velocidades médias de 50 km/h por seus 2.216 km de extensão em 7 etapas:
1. Paris-Nancy
2. Nancy-Aix-les-Bains
3. Aix-les-Bains-Vichy
4. Vichy-Périgueux
5. Périgueux-Nantes
6. Nantes-Cabourg
7. Cabourg-Paris

René de Knyff foi o vencedor do evento conduzindo um Panhard & Levassor.
O número total de veículos na largada foi de 49 (19 carros) e na chegada estavam presentes apenas 21 (9 carros).
O próximo evento com o mesmo nível de grandeza e organização do primeiro foi o de 1908, vencido por Clément-Bayard.

## Períodos

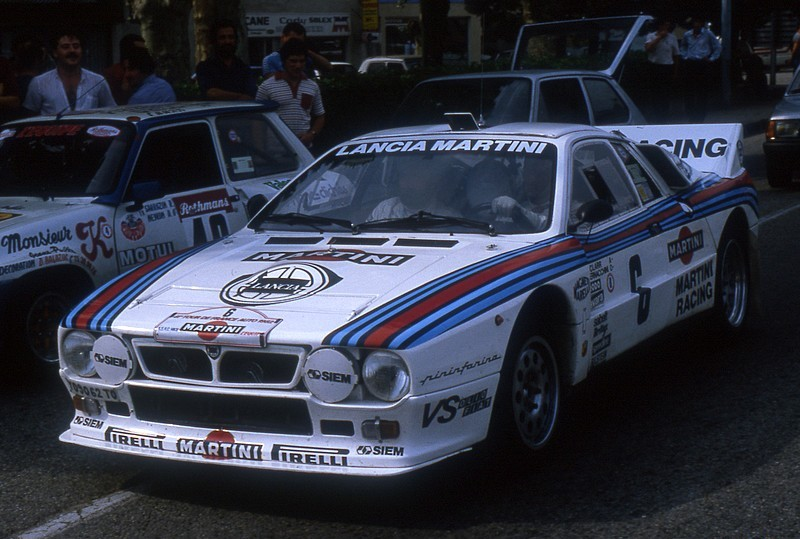
Um Lancia 037 no Tour de France em 1982.

### 1906-1914
- 1906
- 1908
- 1912[5]
- 1913[6]
- 1914[7][8]

### 1922-1937
- 1922-1926
- 1929-1937[8]

### 1951-1986
| Ano  | Piloto(s)                              | Copiloto                | Veículo              |
| ---- | -------------------------------------- | ----------------------- | -------------------- |
| 1951 | Pierre Pagnibon                        | Alfred Barraquet        | Ferrari 212 Export   |
| 1952 | Marc Gignoux                           | Mme Gignoux             | DB 750               |
| 1953 | Jacques Péron - Sport                  | R. Bertramnier          | Osca MT4             |
| 1953 | Paul Condrillier - Touring car         | Daniel                  | Renault 4CV 1062     |
| 1954 | Jacques Pollet                         | Hubert Gauthier         | Gordini T15S         |
| 1956 | Alfonso de Portago                     | Edmont Nelson           | Ferrari 250 GT       |
| 1957 | Olivier Gendebien - GT Category        | Lucien Bianchi          | Ferrari 250 GT       |
| 1957 | Jean Hébert - Touring car              | Marcel Lauga            | Alfa Romeo Giulietta |
| 1958 | Olivier Gendebien - GT Category        | Lucien Bianchi          | Ferrari 250 GT       |
| 1958 | Jean Hébert - Touring car              | Bernard Consten         | Alfa Romeo Giulietta |
| 1959 | Olivier Gendebien - GT Category        | Lucien Bianchi          | Ferrari 250 GT       |
| 1959 | Hermano da Silva Ramos - Touring car   | Jean Estager            | Jaguar Mark 1        |
| 1960 | Willy Mairesse - GT Category           | Georges Berger          | Ferrari 250 GT       |
| 1960 | Bernard Consten - Touring car          | Jack Renel              | Jaguar Mark 2        |
| 1961 | Willy Mairesse - GT Category           | Georges Berger          | Ferrari 250 GT       |
| 1961 | Bernard Consten - Touring car          | Jack Renel              | Jaguar Mark 2        |
| 1962 | André Simon - GT Category              | Maurice Dupeyron        | Ferrari 250 GT       |
| 1962 | Bernard Consten - Touring car          | Jack Renel              | Jaguar Mark 2        |
| 1963 | Jean Guichet - GT Category             | José Behra              | Ferrari 250 GTO      |
| 1963 | Bernard Consten - Touring car          | Jack Renel              | Jaguar Mark 2        |
| 1964 | Lucien Bianchi - GT Category           | Georges Berger          | Ferrari 250 GTO      |
| 1964 | Peter Procter - Touring car            | Andrew Cowan            | Ford Mustang         |
| 1969 | Gérard Larrousse                       | Maurice Gélin           | Porsche 911 R        |
| 1970 | Jean-Pierre Beltoise Patrick Depailler | Jean Todt               | Matra 650            |
| 1971 | Gérard Larrousse                       | Johnny Rives            | Matra 650            |
| 1972 | Jean-Claude Andruet                    | Michèle Espinosi-Petit  | Ferrari 365 GTB4     |
| 1973 | Sandro Munari                          | Mario Mannucci          | Lancia Stratos HF    |
| 1974 | Gérard Larrousse Jean-Pierre Nicolas   | Johnny Rives            | Ligier JS2           |
| 1975 | Bernard Darniche                       | Alain Mahé              | Lancia Stratos HF    |
| 1976 | Jacques Henry                          | Bernard-Etienne Grobot  | Porsche Carrera      |
| 1977 | Bernard Darniche                       | Alain Mahé              | Lancia Stratos HF    |
| 1978 | Michèle Mouton                         | Françoise Conconi       | Fiat 131 Abarth      |
| 1979 | Bernard Darniche                       | Alain Mahé              | Lancia Stratos HF    |
| 1980 | Bernard Darniche                       | Alain Mahé              | Lancia Stratos HF    |
| 1981 | Jean-Claude Andruet                    | Chantal Bouchetal       | Ferrari 308 GTB      |
| 1982 | Jean-Claude Andruet                    | Michèle Espinosi-Petit  | Ferrari 308 GTB      |
| 1983 | Guy Fréquelin                          | Jean-François Fauchille | Opel Manta 400       |
| 1984 | Jean Ragnotti                          | Pierre Thimonier        | Renault 5 Turbo      |
| 1985 | Jean Ragnotti                          | Pierre Thimonier        | Renault 5 Maxi Turbo |
| 1986 | François Chatriot                      | Michel Périn            | Renault 5 Maxi Turbo |